# Susan Brigden
Susan Elizabeth Brigden (26 de junio de 1951) es una historiadora y académica británica especializada en el Renacimiento y la Reforma inglesas. Fue catedrática de Historia Moderna en la Universidad de Oxford y miembro del Lincoln College hasta finales de 2016, año en el que se jubiló. 

## Trayectoria
Brigden estudió en la Universidad de Mánchester (Bachelor of Arts) y en el Clare College, Cambridge, donde se doctoró en 1979. En 1980 fue elegida miembro del Lincoln College, Oxford, convirtiéndose en la primera mujer académica de esa universidad. En 1984 pasó a ser profesora en la Facultad de Historia de la Universidad de Oxford. Y más tarde fue nombrada catedrática en Historia Moderna. Además de sus deberes como miembro del Lincoln College, fue tutora de mujeres en la universidad.

## Reconocimientos
En 2013 ganó el Premio Wolfson de Historia por su libro Thomas Wyatt: The Heart's Forest. En 2014 fue elegida miembro de la British Academy (FBA), la academia nacional de humanidades y ciencias sociales del Reino Unido. También es miembro de la Royal Historical Society (FRHistS).

## Publicaciones
- London and the Reformation (1989)
- New Worlds, Lost Worlds: The Rule of the Tudors 1485-1603 (2000)
- Thomas Wyatt: the Heart's Forest (2012)